# James K. Glassman
James K. Glassman (Washington, 1º gennaio 1947) è un giornalista, politico e diplomatico statunitense, sottosegretario di Stato per la diplomazia e gli affari pubblici durante l'amministrazione Bush.

## Biografia
Dopo gli studi ad Harvard, Glassman intraprende la carriera giornalistica, dapprima sulla carta stampata e poi in televisione.
Con il passare degli anni si affermò come editorialista e nel 1999 fu coautore di un libro, Dow 36,000. In questo scritto, Glassman espose la sua idea secondo cui l'indice di borsa del Dow Jones, che in quel periodo si aggirava intorno a quota 10.000, sarebbe salito a 36.000 nei successivi cinque anni. La profezia di Glassman tuttavia non si avverò e addirittura dopo tre anni l'indice decrebbe del 30%, arrivando a 6.300 nel giro di un decennio. Glassman però dichiarò anche a distanza di anni di non essersi pentito di aver scritto il libro e che non riteneva di doversi scusare con chi aveva prestato fede alle sue parole.
Negli anni successivi Glassman si avvicinò al Partito Repubblicano, divenendo noto per la sua ideologia conservatrice. Nel 2007 fu nominato presidente del consiglio di amministrazione del Broadcasting Board of Governors e l'anno seguente il Presidente George W. Bush lo scelse per sostituire Karen Hughes in veste di sottosegretario di Stato per la diplomazia e gli affari pubblici.
Dopo la fine dell'amministrazione Bush, Glassman è tornato al lavoro di giornalista, collaborando con vari quotidiani come il Washington Post, il Wall Street Journal e il New York Times.